# Staré Město u Uherského Hradiště (nádraží)
Staré Město u Uherského Hradiště je železniční stanice ve Starém Městě na adrese Nádražní 243 686 03 Staré Město. Nachází se v severní části uherskohradišťské aglomerace ve Zlínském kraji, v okrese Uherské Hradiště. Stanice je elektrizovaná (25kV/50Hz AC, trať 330).

## Historie
Stanice vznikla při budování Severní dráhy císaře Ferdinanda (KFNB) z Vídně do Krakova a slezeské uhelné pánve v roce 1841: 27. března byla vykonána první zkušební jízda vlaku o jednom osobním a dvou nákladních vagonech tažených lokomotivou New York. Samotnou stavbu trati prováděla firma bratří Kleinů. Úsek Břeclav - Staré Město byl pak oficiálně dán do provozu 1. května téhož roku, slavnostního otevření se účastnil též moravskoslezský zemský gubernátor hrabě Alois Ugerte. V září 1841 začaly vlaky pravidelně jezdit ve směru na Přerov.
Trať plánovali její inženýři Carl von Ghega a Alois Negrelli tak, aby vedla mimo v blízkosti hustší zástavby, především z hlediska bezpečnosti a možného vzniku požáru při nehodě či jisker od lokomotivy. Z tohoto důvodu byla roku 1853 kamenná stanice obsluhující aglomeraci Uherského Hradiště postavena až za Starým Městem, přestože byla zpočátku nazvána Uherské Hradiště. Vznikly zde též telegrafní a poštovní kanceláře obsluhující tehdy celý region Slovácka. Od 1. listopadu 1863 začíná ve stanici fungovat dvoukolejný provoz vlaků. Název nádraží se změnil až s otevřením dráhy do Kunovic v roce 1883, na které vznikla samostatná stanice Uherské Hradiště blíže k centru města, na Staré Město u Uherského Hradiště.
Roku 1883 vybudovala Rakouská společnost místních drah trať (ÖLEG) ze Starého Města do Uherského Brodu, roku 1884 ji převzala Rakouská společnost státní dráhy (StEG) jako základ pro vybudování tratě do Trenčianské Teplé (otevřena roku 1888).
Po KFNB v roce 1906 a StEG v roce 1908 pak obsluhovala stanici jedna společnost, Císařsko-královské státní dráhy (kkStB), po roce 1918 pak správu přebraly Československé státní dráhy.
29. března 1985 byl ve stanici zahájen pravidelný provoz v elektrické trakci.

## Modernizace
Stanicí prochází Druhý železniční koridor, leží na trase 6. Panevropského železničního koridoru. Proběhla rekonstrukce stanice a úpravy parametrů nádraží na koridorovou stanici: vznikla dvě zastřešená ostrovní nástupiště s podchody. Expresní spoje mohou stanicí projíždět rychlostí až 160 km/h, ve stanici je instalováno staniční zabezpečovací zařízení ESA 11, které je dálkově řízeno z Centrálního dispečerského pracoviště Přerov.